# Sucháčkovy paseky
Sucháčkovy paseky jsou přírodní památka východně od obce Lačnov v okrese Vsetín. Důvodem ochrany je květnatá louka s bohatým výskytem zvláště chráněného druhu šafránu bělokvětého (Crocus albiflorus).

## Galerie

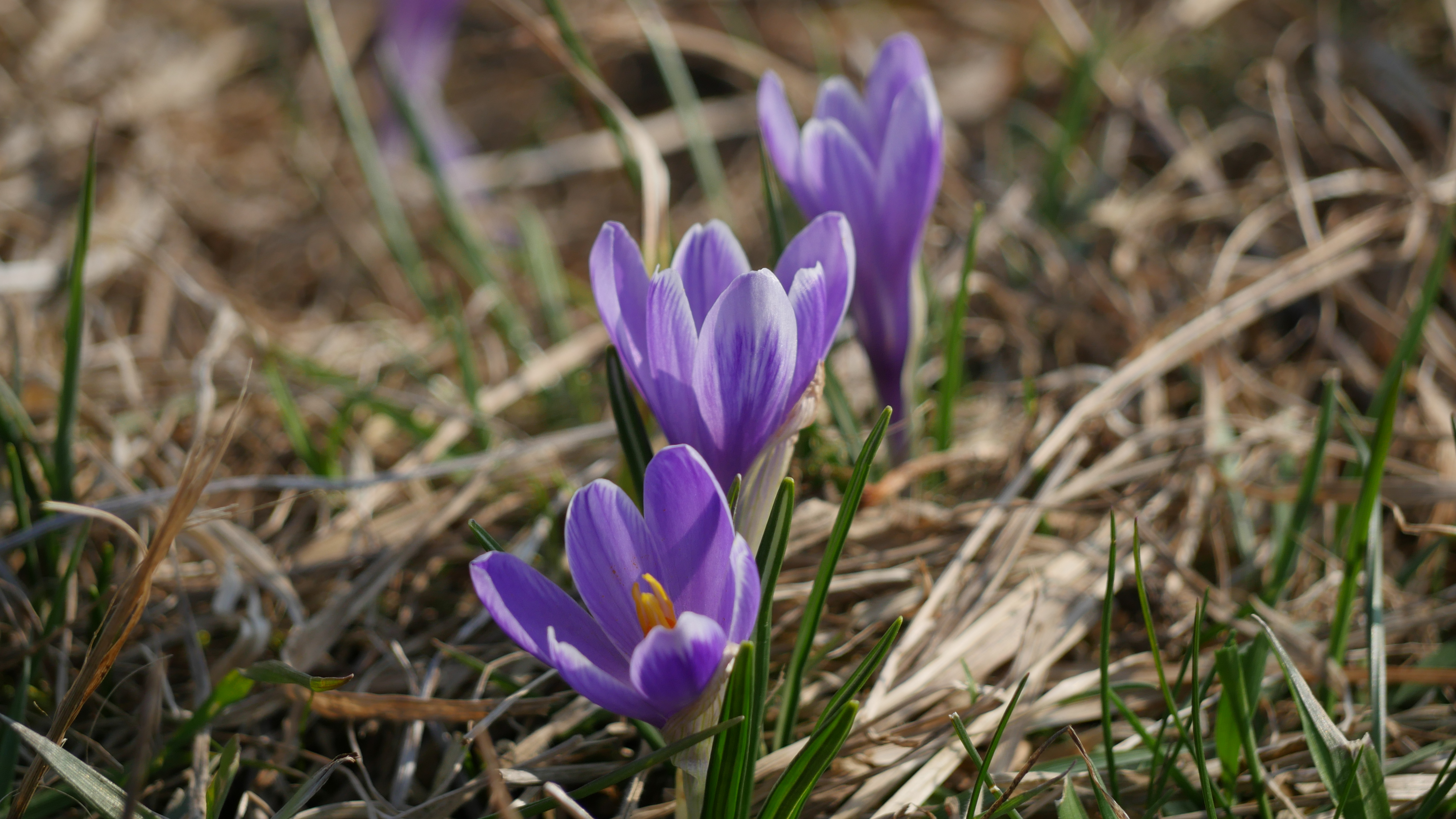
Šafrán bělokvětý
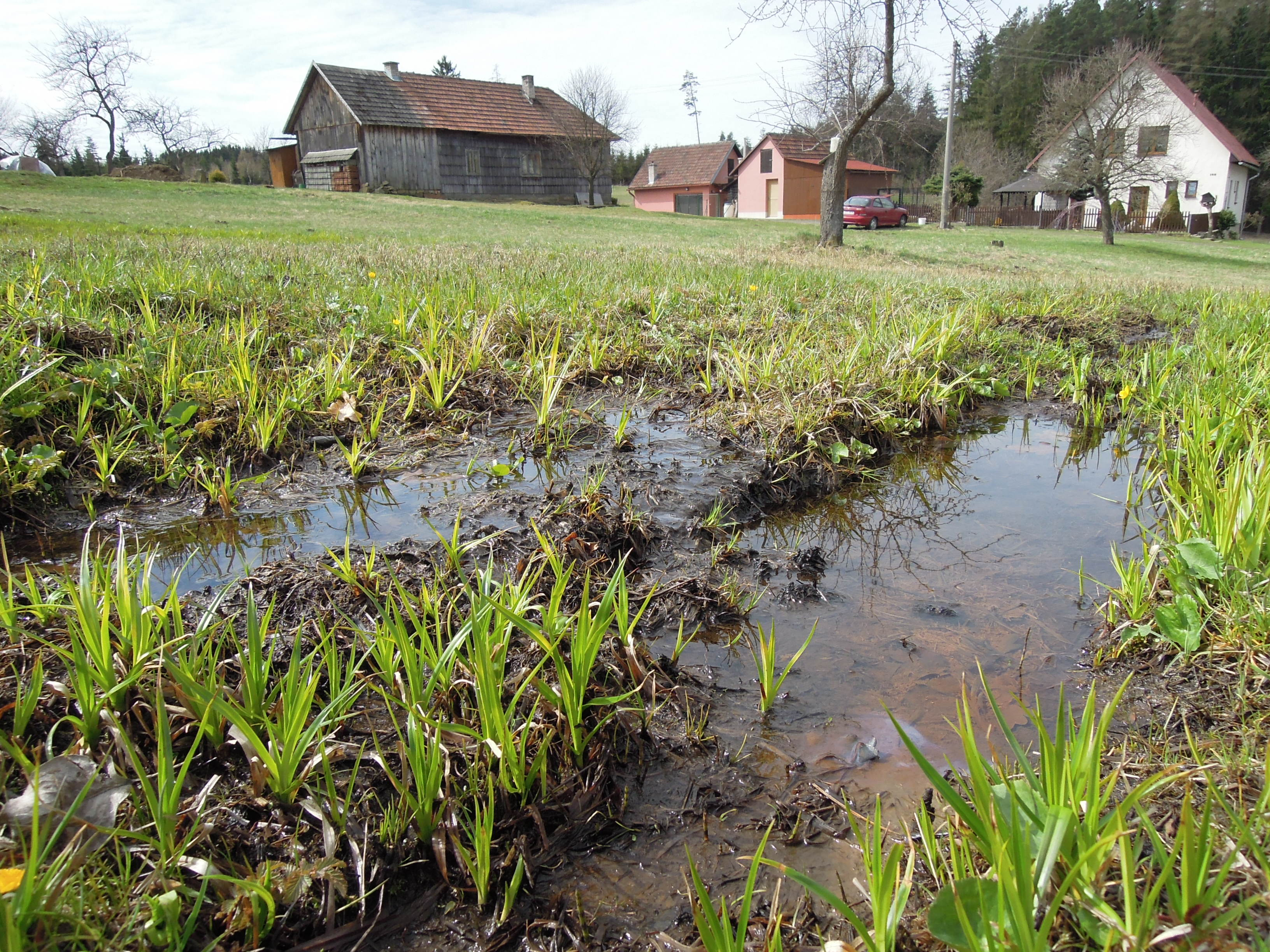
Podmáčená část
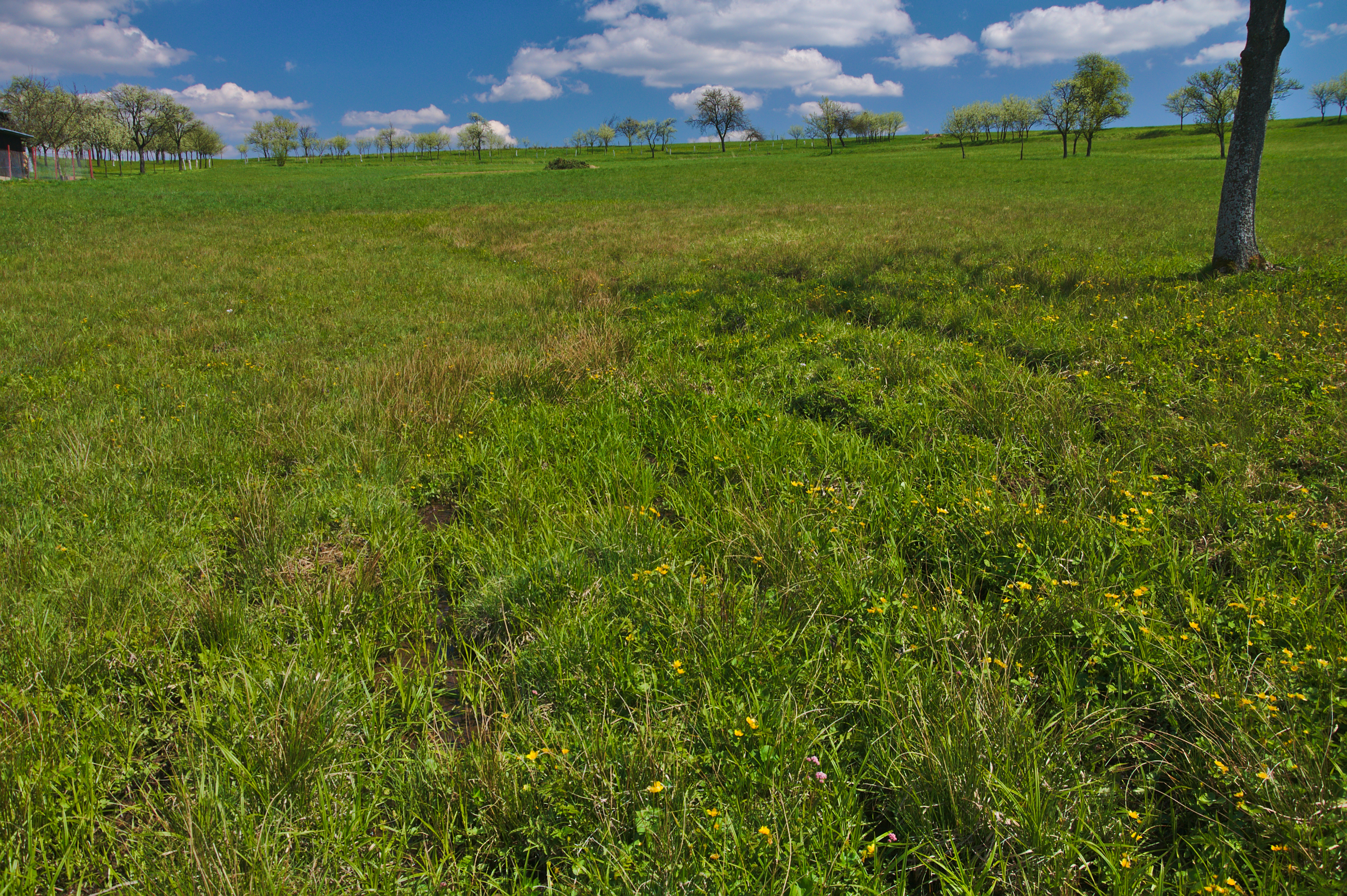
Kvetoucí blatouchy
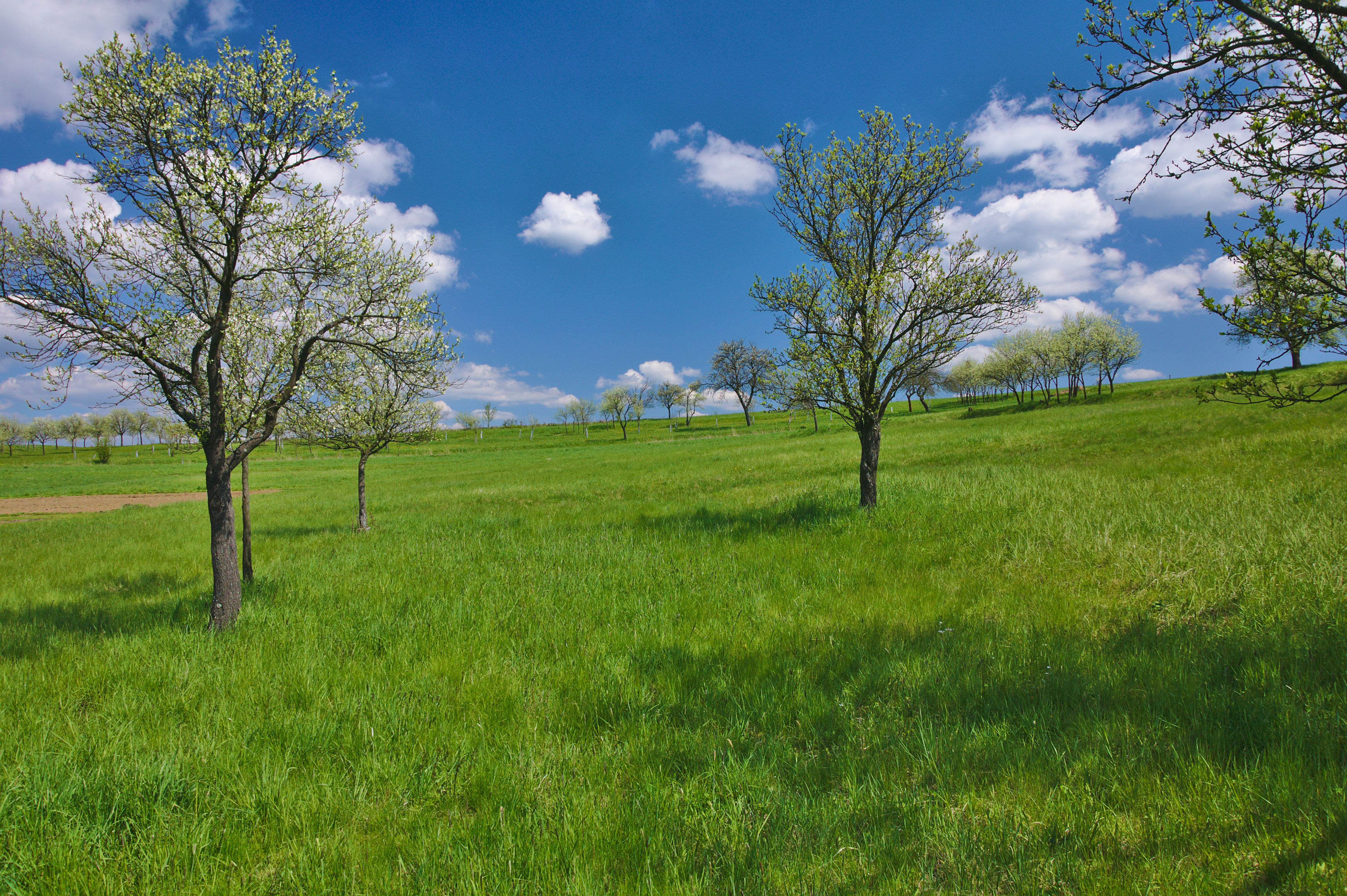
Sad
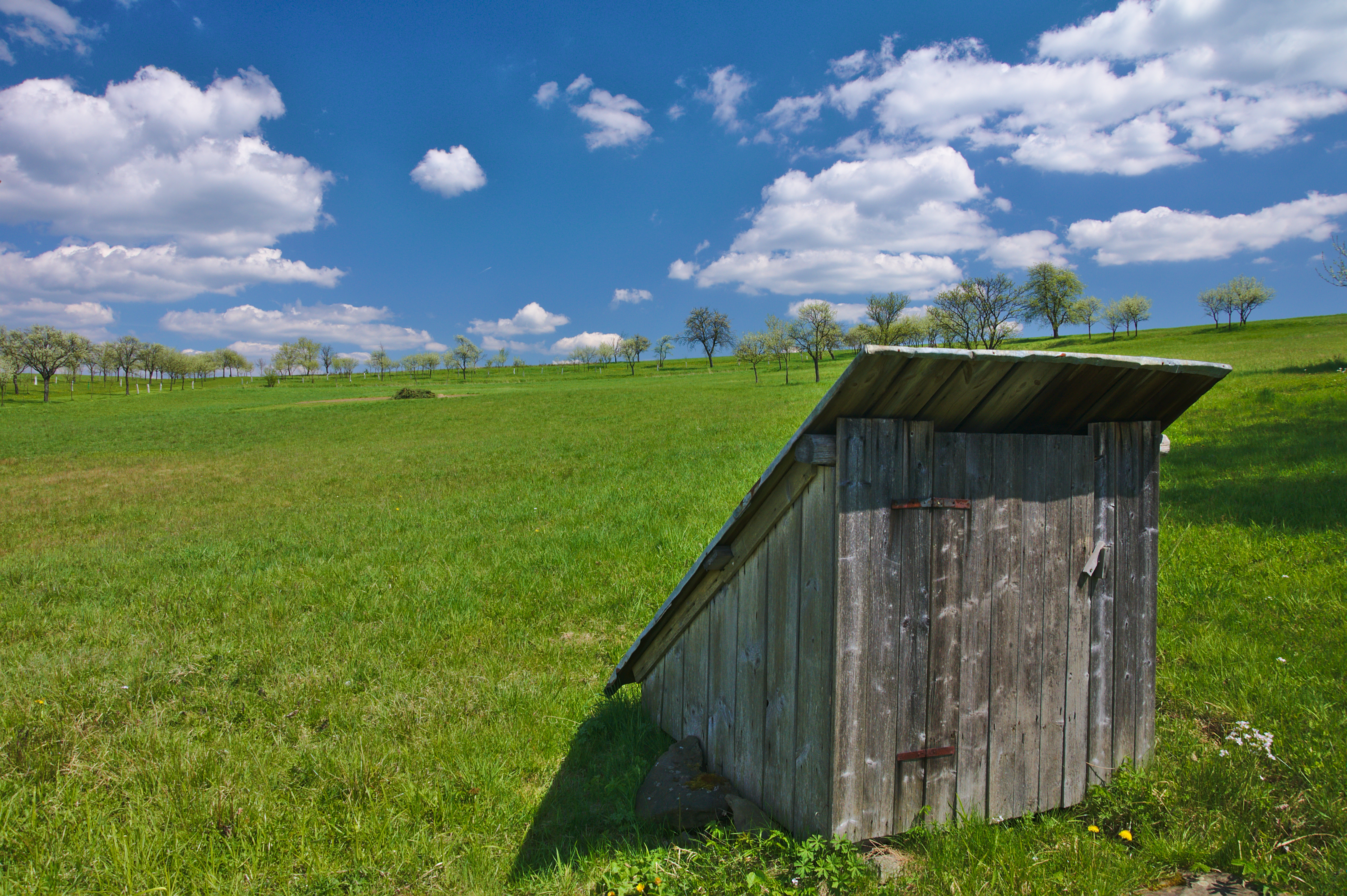
Studánka